# Glam rock
Il glam rock (o glitter rock), è un genere di musica rock popolare negli anni settanta, soprattutto nel Regno Unito e nelle grandi città statunitensi quali New York e Detroit.
Il genere prende il nome dall'abbigliamento glamour, ovvero un look curato, colorato e vistoso che caratterizzava gli esponenti del genere.

## Storia
Il glam rock, definito in passato anche come glitter rock, emerse nei primi anni settanta in seguito al fenomeno hippie e come antidoto all'eccessiva serietà dell'epoca. Questo fenomeno si sviluppò quasi interamente nel Regno Unito e divenne largamente popolare durante la prima metà degli anni settanta. Il primo autore che fece da ponte tra l'era hippie e la nascita del glam fu probabilmente il cantante dei T.Rex Marc Bolan, il primo ad indossare scialle di piume, lustrini e cilindro, e a scrivere canzoni che non venivano prese sul serio.
Il secondo personaggio fu l'amico di Bolan, David Bowie. Il suo album Ziggy Stardust (1972) venne pubblicato poco dopo lo sbarco sulla luna dell'Apollo (1969); qui l'artista portava in scena esibizioni di carattere sessualmente ambiguo e di grande effetto per conquistare il pubblico. Il glam rock era un genere estremamente semplice, dove la chitarra rock incontrava un'esagerata teatralità. La maggior parte di questa musica era molto accattivante, spesso composta da melodie ispirate al fenomeno adolescenziale del bubblegum pop mescolate alle ritmiche del primo rock & roll. Ma queste influenze risultavano in secondo piano rispetto al modo di esprimersi dei musicisti, che prevedeva atteggiamenti effeminati e ambigui, grande presenza scenica e sessualità.
Infatti, uno dei principali motivi per cui il glam non spopolò mai negli Stati Uniti fu perché gli artisti della corrente suonavano intenzionalmente agli incontri di coppie, vestiti in modo bizzarro, con costumi androgini e makeup. I T. Rex definirono il genere del glam rock, o meglio cosmic rock come preferiva chiamarlo Marc Bolan, caratterizzato da una solida base musicale, che spaziava dal folk al rock, dal soul al blues, dall'acustico all'elettrico e da un'eccentrica, barocca e articolata scrittura scaturita dall'eccezionale talento di Marc Bolan che sapeva coniugare perfettamente il testo con la musica adattandosi ad esigenze sperimentali ed espressive.
Tralasciando il glam britannico, uno tra i pochi gruppi glam rock americani furono i New York Dolls, caratterizzati da un grezzo proto-punk fortemente influenzato dai Rolling Stones, che li differenziava dai loro colleghi d'oltre oceano, ma che dal punto di vista estetico li accomunava. In effetti esistevano diverse band glam rock anche nel nuovo continente, come ad esempio Alice Cooper, i Kiss, i The Stooges di Iggy Pop. Tuttavia questi presentavano un'attitudine più violenta e oltraggiosa, tanto da non poter essere paragonati ai gruppi britannici. I primi due in particolare, erano esponenti di una particolare corrente chiamata shock rock, che faceva del forte impatto visivo il punto di forza, toccando temi ed esibizioni di carattere sessuale, violento, spesso macabro, ma anche ironico. Anche in questo senso, il "glam/shock" di questi gruppi era notevolmente distinto dal glam romantico ed effeminato dei loro contemporanei, pertanto non tutti riconobbero la loro appartenenza alla scena glam.
Il glam ebbe effettivamente inizio con l'album dei T. Rex Electric Warrior del 1971, ma il 1972 fu l'anno che segnò la vera e propria ascesa del genere: i T. Rex consolidarono la loro popolarità con The Slider; David Bowie realizzò il classico Ziggy Stardust e produsse lo storico album All the Young Dudes dei Mott the Hoople; i Roxy Music pubblicarono il loro debutto omonimo; e i New York Dolls suonarono il loro primo tour in Inghilterra. Il picco del glam rock era stato superato già nel 1975, e molti dei suoi massimi esponenti cambiarono poi stile. Tuttavia, ebbe una grande influenza su molti giovani dell'epoca che poi divennero esponenti del punk rock britannico ed ebbero ancora più impatto sul successivo Post-punk.
Naturalmente, il glam rock fu estremamente importante anche per la nascita del pop metal anni ottanta, variante dell'heavy metal in chiave più melodica portata avanti da band come gli Europe, Def Leppard e da gruppi del filone americano. Correlato a questo stile musicale fu poi il glam metal, che, proponendo le sonorità heavy metal (in particolare pop metal) e l'abbigliamento ispirato al glam rock, si presentò come l'erede del genere negli anni ottanta, rappresentato da band come Mötley Crüe, Poison e Tigertailz, e trovando maggior sviluppo negli States. Spesso infatti il glam/hair metal anni ottanta, verrà confuso con il glam rock, nonostante i punti di contatto musicali siano marginali, ed in particolare le sonorità, facilmente distinguibili.